# Роман Каторжний
Роман Каторжний (Нагорецький) (*р. н. невід — †1654) — український військовий діяч та дипломат часів Хмельниччини. Наказний полковник Ніжинський (1654). Ідеолог створення модерного козацького флоту, один із керівників козацької розвідки при Б. Хмельницькому.

## Життєпис

### Запорозький козак
Про місце народження та батьків немає відомостей. Замолоду перебрався на Запорізьку Січ. Брав участь у морських походах січовиків. На початку 1640 року потрапив у полон до турків і був гребцем на турецькій галері — «каторзі», звідки, ймовірно, й пішло його нове прізвисько. У січні 1643 року підняв повстання на галері, яка перебувала на той час у Середземному морі. Захопивши корабель, Каторжний та його сподвижники зуміли визволити з турецької неволі 207 невільників «з Польської Русі» та 70 невільників з інших християнських країн. При цьому козаки взяли у полон 40 турків. Добувшись до Сицилії, яка належала Іспанії, що ворогувала з Османською імперією, Каторжний зі своїм кораблем та екіпажем найнявся на службу до віцекороля Фердинанда Габсбурга, під прапорами якого прослужив до 1648 року.

### Хмельниччина
Дізнавшись, що в Україні розгорілася Визвольна війна, Каторжний повертається на Батьківщину й стає одним із керівників козацької розвідки при гетьмані. В козацькому реєстрі, укладеному після підписання Зборівського договору в 1649 р. він записаний як Роман Катаржний і значиться серед старшини Корсунського полку. Його багатий життєвий досвід та знання турецької й інших мов Богдан Хмельницький використовує на ниві дипломатії. Каторжний був у складі делегації, яка вела переговори з поляками під Білою Церквою, внаслідок чого було укладено Білоцерківський договір в 1651 р. Перебуваючи в оточенні гетьмана, Роман Каторжний виступав у ролі морського радника, наполягав на виході козацтва на береги Чорного моря, створення торговельного та військового флоту й забезпечення — завдяки мирним угодам — вільного мореплавання.
У 1654 році його було призначено наказним полковником Ніжинського полку. Відомий його універсал монахам Максаківського Спасо-Преображенського монастиря від 30 жовтня 1654 р. про «послушенство отаманам, війтам і всякій громаді», де він також згадує й про свою хворобу. Наприкінці 1654 року Каторжний помер й був похований у Ніжині.

## Пам'ять
Повстання галерників, у якому брав участь Катіржний, було увінчане в козацькій думі, а також описане в історичному оповіданні, яке вийшло у Римі італійською мовою, у друкарні Лодовіко Гріньяні. Згодом воно з'явилось у перекладі польською мовою в Кракові: «Реляція або ж новини про захоплення галери Царгородської і визволення 207 християн-невільників». У такий спосіб Роман Каторжний увійшов в історію одразу трьох країн: Італії, України та Польщі.